# Qorlortorsuaq
Qorlortorsuaq est un village groenlandais situé dans la municipalité de Kujalleq près de Qaqortoq et de Narsaq au sud du Groenland. La population était de 8 habitants en 2005.